# 臺灣堡圖
《臺灣堡圖》，原標題為《堡圖原圖》（日语：／ Hōzu Genzu），是大日本帝國接管臺灣後，自1898年（明治31年）開始，歷經六年調製，於1904年（明治37年）完成的臺灣地形圖，比例尺為2萬分之1。繪製範圍涵蓋原住民主要居住地（蕃地）以外的平原、丘陵地帶，共計466張地圖（內含1張一覽圖）。

## 簡介

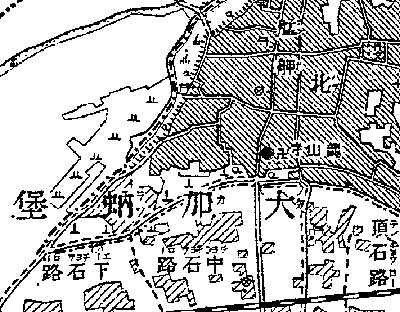
臺灣堡圖中的大加蚋堡艋舺，今臺北市萬華區一帶

日本取得台灣後，為統治、開發及經營新領地，1898年9月（明治31年）台灣總督府設立「臨時台灣土地調查局」開始著手實施台灣全面土地調查，整理清治末期劉銘傳推動土地清丈所釐定的堡里鄉澳─街社鄉二層架構為基準，並加上現代三角與高程測量，精度大為提高，結合人員實地踏勘，動員百萬人次，費時六年餘，於1904年12月（明治37年）調製完成二萬分一比例尺的《臺灣堡圖》，是日後統治台灣的重要基礎資料。在土地調查中，繪製的圖稱為「庄圖」，即從測繪大比例尺（1/600至1/1,200）的地籍圖開始測繪，再由庄圖再縮小重製為比例尺2萬分之1的「堡圖」，其中「堡」指的就是「堡里」。是全世界唯一同時結合土地調查、地籍測量與地形測量成果的地圖，測圖精度高、內容精細，涵蓋許多訊息，包含當時土地利用、地名、聚落名稱、聚落範圍、街道、水圳等。
《臺灣堡圖》總共函蓋466張圖幅的區域（含一覽圖一張），其中有3張圖幅離島合併為一張，實際製版464幅，又有6幅陸地涵蓋面極小、地形過於單一，不列入印刷，實際印刷458幅，其中56幅列為要塞禁圖，實際公開發行402幅，在1906年由臺灣日日新報出版。
在土地調查後，臺灣在土地上終於有其明確法定邊界，便於統治者掌握空間資訊，並在稍後進行臨時戶口調查（後來之國勢調查）。
《台灣堡圖》詳細記載清治遺留下的聚落以及百年前的地形地貌、土地利用等重要資料，是溯源清代以及日治初期地方行政疆界、地名與聚落空間的重要途徑，與台灣土地制度與地籍測量密切相關，以此可以提供豐富的地籍、地形以及行政區界等等歷史地理資訊。堡圖上以日文漢字註記的地名上，另有根據當地住民地名發音而標註的片假名拼音註記，因此後人可以透過這些拼音推敲清治末期聚落的地名發音，進而分析出命名該地名的語言類型（如閩南、客家或平埔族），以及該聚落的主要族群。

## 大正版臺灣堡圖
1920年（大正九年）臺灣行政區劃大改革，將原有的十二廳改制為五州二廳，州／廳下設市／郡／支廳，郡／支廳下設街／庄／區／蕃地，同時廢除沿用自清朝時期的堡／里／鄉／澚，將所屬的舊制街／庄改制為大字，其下的自然村（土名）則稱為小字。同時將原本臺灣地名常用字「藔」、「仔」改為「寮」、「子」，並更改部分地名。
1921年（大正十年），《臺灣堡圖》發行新版（大正版），以1904年之版本（明治版）為底稿，僅將異動地名及行政區界以紅字標示，故又稱為「紅字版」。

## 後續管理及流通
從1930年代，日本逐漸進入「非常時期」，開始管制地形圖，1934年起即不再發行。隨著戰爭爆發戰況日益惡化，日本政府大量收回包括《臺灣堡圖》在內的各種地圖，以致戰後民間甚而公家機構，所剩寥寥無幾。戰後四十餘年的戒嚴嚴格管控精密地圖，《臺灣堡圖》一直鮮為人知，目前以國家圖書館典藏較為齊全，然亦有部分闕漏。原先即為要塞區未公開發行的基隆、高雄、澎湖三處附近堡圖更是難以追尋。
1969年，台灣省文獻會將《大正版台灣堡圖》縮印成原尺寸1/2大小，並將街庄行政區劃界線加粗後出版。
1996年，遠流出版社將《明治版台灣堡圖》複刻出版（缺71幅），為此耗時兩年餘，遍訪國內外公私立研究機構及收藏家，並遠赴日本東京大學、防衛研究所、國立國會圖書館後，找回部分堡圖。
2004-2006年，在中央研究院數位典藏諮詢諮議委員會支持下，進行「美國國會圖書館典藏之中國相關地圖文獻清查計畫」，由中央研究院歷史語言研究所研究員范毅軍，帶領人社中心及計算中心相關工作人員，前往美國國會圖書館（Library of Congress）「地理與地圖部」及「亞洲部」，進行地圖文獻清查、建檔及翻拍等工作。之前，不論是臺灣日日新報、臺灣省文獻會，及遠流出版社所缺少的台北、高雄及澎湖三要塞區的圖幅，在「地理與地圖部」皆找到其缺漏之圖幅，隨即製作影本帶回臺灣，提供國內學者進行後續研究及應用。
2010年，研究團隊在美國史丹福大學地球科學與地圖圖書館，找到極為罕見保存狀況極佳，原先即為未公開發行的「要塞區」堡圖。

## 外部連結
- 台灣新舊地圖比對- 台灣堡圖(1898-1904) （页面存档备份，存于）
- 臺灣百年歷史地圖 （页面存档备份，存于）
- 美國史丹福大學圖書館數位館藏 地球科學與地圖圖書館 《堡圖原圖》未公開發行要塞區的圖幅選取圖形介面 （页面存档备份，存于）